# Achter (Fußball)
Beim Fußball versteht man unter der Position Achter einen sowohl stark defensiv als auch offensiv geforderten Spieler im zentralen Mittelfeld.
Wie ein Sechser, einem defensiven Mittelfeldspieler, soll der Achter in der Defensive die Vierer-Abwehrkette unterstützen. Auf der anderen Seite wird von ihm aber auch Kreativität im Spielaufbau verlangt, die im Allgemeinen Aufgabe des klassischen Zehners ist, des Spielmachers. Auch Torgefahr geht von der idealen Besetzung der Achter-Position aus. 